# 賀陽宮邦憲王

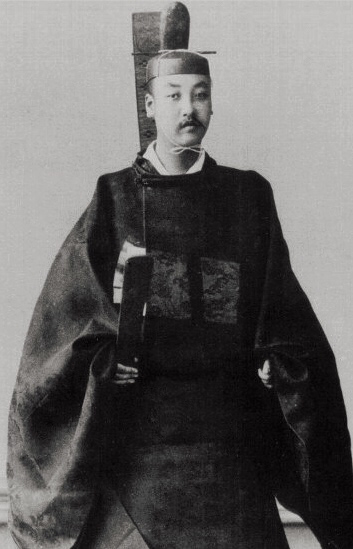
賀陽宮邦憲王

賀陽宮邦憲王，（日文：かやのみや くにのりおう 、1867年7月2日—1909年12月8日），曾任伊勢神宮祭主、賀陽宮第一代當主，幼名巖宮，久邇宮朝彥親王二子，上皇明仁伯公。

## 生平
邦憲王於1867年出世，為朝彥親王二子（有一個哥哥武智宮，但早死），母妾侍泉亭靜枝子。
1874年，巖磨獲封為「王」。1886年，巖磨改名邦憲。由於哥哥武智宮已於1865年夭折，使其為實際長子，理當可以繼承久邇宮當主一位，但邦憲自認體弱，將久邇宮繼承人的位置讓給弟弟邦彥王。
1891年10月，父親朝彥親王逝世，由於久邇宮當主一位已讓給弟弟邦彥王，因此邦憲王向明治天皇申請另起一個宮家。1892年11月26日，邦憲王迎娶侯爵醍醐忠順（後陽成天皇後代）女兒醍醐好子為妻；12月17日，明治天皇以朝彥親王在孝明天皇時期的舊名諱，給邦憲王賜名為「賀陽宮」，但直到1900年5月9日才正式設立賀陽宮作為日本皇室的宮家之一。
1895年，邦憲王擔任伊勢神宮祭主。1903年，他獲勳為大勳位菊花大綬章。1909年，邦憲王因腸道狹窄導致發病逝世，終年42歲。

## 家庭
父：久邇宮朝彥親王
母：泉亭靜枝子
兄弟：二弟邦彥王----三弟守正王----四弟多嘉王----五弟暢王----六弟無名（夭折）----七弟鳩彥王----八弟稔彥王
妻子：醍醐好子

### 子女
- 長女：由紀子女王
- 長子：恒憲王
- 二女：佐紀子女王